# António Ribeiro dos Reis
Pour les articles homonymes, voir António Ribeiro (homonymie), Ribeiro et Reis.
António Ribeiro dos Reis est une personnalité portugaise né le 19 juillet 1896 à Lisbonne et mort le 3 décembre 1961. Il exerce de nombreuses fonctions toutes dans le domaine au sein du football portugais : footballeur, entraîneur, arbitre, journaliste ainsi que dirigeant.

## Biographie

### En tant que joueur
Durant sa carrière, il évolue au poste d'attaquant.
Il passe toute sa carrière au Benfica Lisbonne de 1914 à 1925.
Il reçoit une cape en équipe du Portugal le tout premier match de l'histoire de la sélection portugaise en 1921 contre l'Espagne.

### En tant qu'entraîneur
Il dirige l'équipe du Portugal de 1925 à 1926 puis le Benfica Lisbonne de 1926 à 1929, de 1932 à 1934 et en 1953.
La Taça Ribeiro dos Reis qui a lieu de 1961 à 1971 est nommée en son hommage.

### Carrière journalistique
En 1945, il fonde avec Cândido de Oliveira, le quotidien A Bola.

## Carrière

### En tant que joueur
- 1914-1925 :  Benfica Lisbonne

### En tant qu'entraîneur
- 1925-1926 :  Portugal
- 1926-1929 :  Benfica Lisbonne
- 1932-1934 :  Benfica Lisbonne
- 1953 :  Benfica Lisbonne

## Distinctions
- Grand-croix de l'ordre du Mérite du Portugal